# Церковь Покрова Пресвятой Богородицы (Мильковщина)
Церковь Покрова Пресвятой Богородицы (Покровская церковь)  — православный храм, расположенный в центре деревни Мильковщина в Гродненском районе Гродненской области.

## История и описание
В начале XX века в Мильковщине, которая тогда относилась к Гродненскому уезду Гродненской губернии Российской империи, владел поместьем генерал от кавалерии Константин Антонович Ширма (1851—1913). Ширма происходил из православного дворянства соседней Минской губернии. Много лет прослужил в Санкт-Петербурге в Лейб-гвардии, возглавлял сперва Лейб-гвардии Атаманский казачий полк, а затем — одну из двух дивизий гвардейской кавалерии. В Мильковщине он решил выстроить на свои средства православный храм.

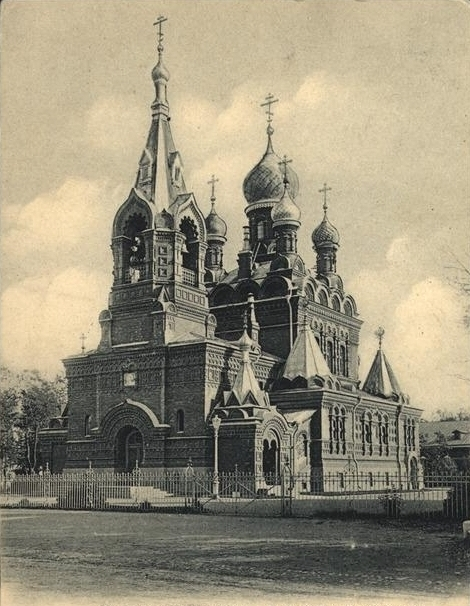
Сохранившаяся Церковь Иулиана Тарсийского в Царском Селе — вероятный прообраз храма в Мильковщине

Строительство храма велось в 1904—1908 годах. Его вероятным прообразом стала Церковь Иулиана Тарсийского в Царском Селе — полковой храм Кирасирского Его Величества лейб-гвардии полка, построенный в 1894—99 годах архитектором Владимиром Курицыным.
Храм в Мильковщине был выстроен из кирпича в неорусском стиле. Храм пятиглавый, с куполами традиционной (луковичной) формы, двумя рядами полукруглых кокошников. Основной объём храма (четверик) исходно включён в постройку в форме креста, включающую в себя трапезную, колокольню и симметричные боковые приделы с отдельными входами. Главный вход в храм расположен под колокольней («в основании креста»). Над главным входом, на втором ярусе колокольни сохранилась архитектурно оформленная ниша для иконы. Входы в храм оформлены торжественно, в русском стиле. Окна высокие, со скруглённым верхом. Интерьер храма украшен двухярусным резным дубовым иконостасом, который был создан на средства местных жителей — семьи Мозолевских.
Освящение храма состоялось в июле 1909 года. В 1913 году генерал Ширма скончался и был похоронен на территории храма.
Храм продолжал действовать вплоть до хрущёвских гонений на церковь, после чего был закрыт и превращён в зернохранилище. Однако, иконостас и многие иконы храм уцелели, будучи вывезены в село Дубно Мостовского района той же области.
После Перестройки храм был возрождён и освящён. Иконостас, привезённый из Дубно, отреставрирован и занял своё прежнее место в храме. Сохранились многие иконы, престольный крест.
В 2015 году, по инициативе настоятеля, рядом с храмом была воссоздана могила храмоздателя — генерала К. А. Ширмы.